# Wigrella depressa
Wigrella depressa är en hjuldjursart som beskrevs av Wiszniewski 1932. Wigrella depressa ingår i släktet Wigrella och familjen Dicranophoridae. Inga underarter finns listade i Catalogue of Life.